# Wilhelm Kühne
Wilhelm Friedrich Kühne, conegut com a Willy Kühne, (28 de març de 1837 - 10 de juny de 1900) va ser un fisiòleg alemany nascut a Hamburg, va ser el primer a encunyar el terme enzim el 1877 que va distingir dels ferments.

## Biografia
Va estudiar primer a Lüneburg després assistí a la Universitat de Göttingen, on el seu professor de química va ser Friedrich Wöhler i de fisiologia Rudolph Wagner. Va treballar amb diversos fisiòlegs famosos com Emil du Bois-Reymond a la Universitat de Berlín, Claude Bernard a la de París i Carl Ludwig i Ernst Wilhelm von Brücke a Viena.
Vers la fi de l'any 1863 va estar a càrrec del departament de patologia a Berlin sota Rudolf Virchow; el 1868 va ser nomenat professor de fisiologia a la Universitat d'Amsterdam: i el 1871 succeí Hermann von Helmholtz a Heidelberg, on morí el 1900.
Va fer les primeres recerques en la fisiologia del múscul i el nervi i en la química de la digestió amb Virchow. El 1876, descobrí l'enzim de la digestió tripsina. També va estudiar la visió i els canvis químics en la retina sota la influència de la llum.
Va morir el 10 de juny del 1900 a Heidelberg. «Kühne va tenir unes solemnes exèquies amb assistència del món universitari, deixebles i professors, que el consideraven un home senzill, afable, de bon caràcter, un poc tímid i gens orgullós, tot al contrari d'altres científics de via estreta, envejosos i presumits.»

## Alguns alumnes seus
- José Rizal (1861-1896), màrtir i heroi de les Filipines va ser alumne seu a la Universitat de Heidelberg el 1886.
- Ida Henrietta Hyde (1857–1945)